# 汤姆·冈普夫
汤姆·冈普夫（英語：Tom Gompf，1939年3月17日—），生于俄亥俄州，美国男子跳水运动员。他曾代表美国参加1964年夏季奥林匹克运动会跳水比赛，获得男子10米跳台铜牌。